# Aéroport de Misrata
L'aéroport de Misrata est un aéroport international à Misrata, en Libye (code IATA : MRA • code OACI : HLMS) qui sert aussi de base aérienne et de centre de formation pour la Force aérienne libyenne.

## Histoire

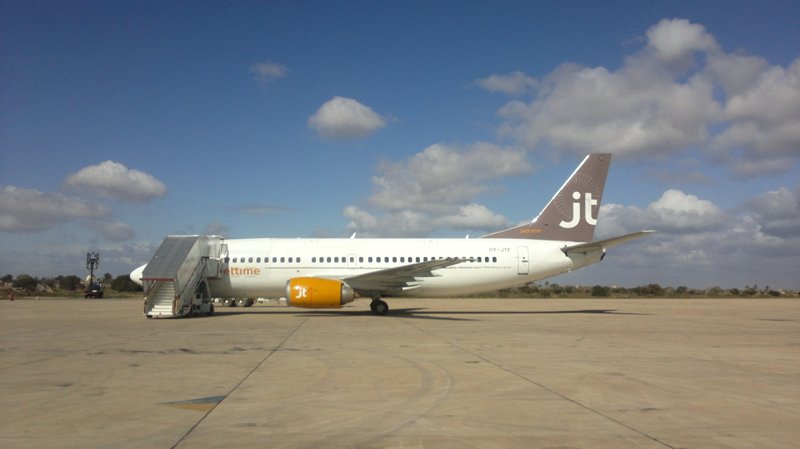
Un Boeing 737-300 de Jet Time à l'aéroport de Misrata, en février 2012.

L'aéroport a été créé en 1939 comme petit site d'atterrissage dans la province de Misurata (ancien nom italien) de la Libye italienne.
Le 15 décembre 2011, l'aéroport a célébré son premier vol régulier commercial avec une compagnie étrangère, la Turkish Airlines.
Le 14 juillet 2014, l'aéroport a été fermé en raison d'affrontements à l'aéroport international de Tripoli, à proximité. Les vols ont repris dans la nuit du 15 juillet 2014.

## Situation
| \| 50 km1:5 038 000 \| Zintan El Beïda Benghazi Ghadamès Ghardabiya Ghat Koufra Misrata Tripoli · Mitiga Sebha Tobrouk Ubari Tripoli |
| 50 km1:5 038 000 |

## Compagnies aériennes et destinations
| Compagnies        | Destinations                                                                       |
| ----------------- | ---------------------------------------------------------------------------------- |
| Afriqiyah Airways | Le Caire, Istanbul, Sfax-Thyna, Tunis-Carthage Pèlerinage: Djeddah - Roi-Abdelaziz |
| Berniq Airways    | Benghazi-Benina, Borg El Arab, Tunis-Carthage                                      |
| Egyptair          | Le Caire                                                                           |
| Global Air        | Benghazi-Benina                                                                    |
| Libyan Airlines   | Sfax-Thyna, Tunis-Carthage                                                         |
| Libyan Wings      | Istanbul, Tunis-Carthage                                                           |
| MedSky Airways    | Istanbul, Malte Pèlerinage Djeddah - Roi-Abdelaziz                                 |

Édité le 02/10/2022  Actualisé le 16/11/2023